# Catanduvas (kommun i Brasilien, Paraná)
Catanduvas är en kommun i Brasilien.   Den ligger i delstaten Paraná, i den södra delen av landet, 1 200 km sydväst om huvudstaden Brasília. Antalet invånare är 10 208.
Omgivningarna runt Catanduvas är en mosaik av jordbruksmark och naturlig växtlighet. Runt Catanduvas är det glesbefolkat, med 20 invånare per kvadratkilometer.